# Paravelia
Paravelia is een geslacht van wantsen uit de familie beeklopers (Veliidae). Het geslacht werd voor het eerst wetenschappelijk beschreven door Breddin in 1898.

## Soorten
Het genus bevat de volgende soorten:

- Paravelia acantha Padilla-Gil, 2013
- Paravelia albotrimaculata (Kirkaldy, 1899)
- Paravelia amapaensis Rodrigues, Moreira, Nieser, Chen & Melo in Rodriguez et al., 2014
- Paravelia amoena (Drake, 1957)
- Paravelia anta Mazzucconi, 2000
- Paravelia atra (J. Polhemus, 1969)
- Paravelia bachmanni Rodrigues & Moreira, 2016
- Paravelia bahiana Rodrigues, Moreira, Nieser, Chen & Melo in Rodriguez et al., 2014
- Paravelia basalis (Spinola, 1837)
- Paravelia biae Spangler, 1989
- Paravelia bilobata Rodrigues, Moreira, Nieser, Chen & Melo, 2014
- Paravelia bipunctata Rodrigues, Moreira, Nieser, Chen & Melo, 2014
- Paravelia boliviana Breddin, 1898
- Paravelia brachialis (Stål, 1860)
- Paravelia bromelicola Rodrigues & Moreira, 2016
- Paravelia bullialata J. Polhemus & D. Polhemus, 1984
- Paravelia capillata (Drake & Harris, 1933)
- Paravelia capixaba Moreira, Nessimian & Rúdio in Moreira et al., 2010
- Paravelia cognata (Drake & Harris, 1933)
- Paravelia columbiensis (Hungerford, 1930)
- Paravelia conata (Hungerford, 1929)
- Paravelia confusa (Hungerford, 1930)
- Paravelia cunhai Rodrigues & Moreira, 2016
- Paravelia cupariana J. Polhemus & D. Polhemus, 1984
- Paravelia daza Padilla-Gil & Moreira, 2011
- Paravelia digitata Rodrigues & Moreira, 2016
- Paravelia dilatata J. Polhemus & D. Polhemus, 1984
- Paravelia fanera Padilla-Gil, 2013
- Paravelia flavomarginata (Hungerford, 1930)
- Paravelia foveata J. Polhemus & D. Polhemus, 1984
- Paravelia gabrielae Moreira & Barbosa, 2011
- Paravelia helenae (Hungerford, 1929)
- Paravelia hungerfordi (Drake & Harris, 1933)
- Paravelia inveruglas (Kirkaldy, 1899)
- Paravelia itatiayana (Drake, 1951)
- Paravelia juruana J. Polhemus & D. Polhemus, 1984
- Paravelia kahli (Drake & Harris, 1933)
- Paravelia lacrymosa Rodrigues, Moreira, Nieser, Chen & Melo, 2014
- Paravelia lanemeloi Moreira & Barbosa, 2012
- Paravelia loutoni D. Polhemus, 2014
- Paravelia luederwaldti Rodrigues & Moreira, 2016
- Paravelia manausana J. Polhemus & D. Polhemus, 1984
- Paravelia micromaculata Rodrigues, Moreira, Nieser, Chen & Melo in Rodriguez et al., 2014
- Paravelia myersi (Hungerford, 1931)
- Paravelia nexa (Drake & Harris, 1933)
- Paravelia nieseri Moreira & Barbosa, 2012
- Paravelia ornata Rodrigues, Moreira, Nieser, Chen & Melo in Rodriguez et al., 2014
- Paravelia osborniana (Kirkaldy, 1909)
- Paravelia paolettii J. Polhemus & D. Polhemus, 1991
- Paravelia parilis (Drake & Harris, 1933)
- Paravelia paxilla (Drake, 1957)
- Paravelia platensis (Berg, 1883)
- Paravelia polhemusi Rodrigues, Moreira, Nieser, Chen & Melo in Rodriguez et al., 2014
- Paravelia recens (Drake & Harris, 1935)
- Paravelia reclusa D. Polhemus, 2014
- Paravelia rotundanotata (Hungerford, 1930)
- Paravelia spinifera J. Polhemus & D. Polhemus, 1984
- Paravelia splendoris (Drake & Harris, 1933)
- Paravelia stagnalis (Burmeister, 1835)
- Paravelia stenoptera J. Polhemus & D. Polhemus, 1984
- Paravelia taipiensis (Cheesman, 1926)
- Paravelia truxali J. Polhemus & D. Polhemus, 1985
- Paravelia velitis (Drake, 1951)
- Paravelia virtutis (Drake & Harris, 1935)
- Paravelia watsonii Drake, 1919
- Paravelia willei (Drake & Harris, 1940)
- Paravelia williamsi (Hungerford, 1930)